# Västergötlands runinskrifter 34
Västergötlands runinskrifter 34 är ett vikingatida runstensfragment i Tolsgården, Mellby socken och Lidköpings kommun. Runstensfragmentet är av gnejs. Dess storlek är 1,4 meter långt, 0,9 meter bred och 0,4 meter tjockt. Runhöjden är 11-12 centimeter. Stenen har tidigare sönderslagits och använts som byggmaterial i en stenmur.

## Inskriften
Translitterering av runraden:
× ahmutr × risþi × stin × e... ...
Normalisering till runsvenska:
Agmundr ræisti stæin æ[ftiʀ] ...
Översättning till nusvenska:
Agmund reste stenen efter ...